# Euserica lucipeta
Euserica lucipeta är en skalbaggsart som beskrevs av Baraud 1965. Euserica lucipeta ingår i släktet Euserica och familjen Melolonthidae. Inga underarter finns listade i Catalogue of Life.